# Retusa semen
Retusa semen är en snäckart som först beskrevs av Reeve 1855.  Retusa semen ingår i släktet Retusa och familjen Retusidae. Inga underarter finns listade i Catalogue of Life.